# مارکوس باکینگهام
مارکوس باکینگهام (انگلیسی: Marcus Buckingham؛ زادهٔ ۱۱ ژانویهٔ ۱۹۶۶) سخنران انگیزشی، مشاور مالی و نویسنده اهل بریتانیا است.
وی بر پایهٔ داده‌ها و آمارهای مبسوطی که از طریق گفتگو با کارگران و کارمندان گوناگون در سرتاسر دنیا بدست آورد به این عقیده و بینش رسید که انسان‌ها از طریق یافتن و تکیه بر توانمندی‌هایشان است که می‌توانند به بهترین نتیجه‌های دلخواه زندگی‌شان برسند، نه از طریق تمرکز و تکیه بر روی ضعف‌ها و کمبودهای خوددانسته.
مارکوس دانش‌آموختهٔ رشتهٔ «علوم سیاسی و اجتماعی» در «کالج پم‌بروک» در دانشگاه کمبریج است.
وی یکی از نویسندگان کتاب «کشف توانمندی‌ها» است.